# فهرست جایزه‌ها و نامزدی‌های بهرام بیضایی
فهرستِ جایزه‌ها و افتخارات و نامزدی‌هایی که بهرام بیضایی به دست آورده است فقره‌های سینمایی و غیرسینماییِ فراوانی را در بر می‌گیرد.

آوازهٔ بیضایی، که کمابیش به سرزمین‌های فارسی‌زبان محدود می‌شود، به جایزه گرفتن از فستیوال‌ها نبوده است؛ و، حال آن که، او از پذیرفتنِ جایزه‌هایی هم پرهیز نداشته است. داریوش آشوری از این لحاظ او را «در برابرِ» عبّاس کیارستمی سنجیده:
. . . می‌توان به هنرمندانِ «بیشینه‌گرا» (maximalist)مان اشاره کرد. شاید بهتر از همه به هنرمندِ بزرگي مانندِ بهرام بیضایی، که با نسنجیدنِ امکاناتِ واقعیِ خود و جهانِ «خاور-میانه»ایِ خود . . . با همه‌یِ کوشش‌هایِ پهلوانانه‌اي که کرد تا بال به بالِ اورسن ولز و کوراساوا بپرد، به چنین نام و اعتبارِ جهانی دست نیافت.
با این همه، بیضایی اغلب برترین نمایشنامه‌نویسِ زبانِ فارسی و بارها بهترین فیلم‌ساز و فیلم‌نامه‌نویسِ ایران شمرده شده است، از جمله در رأی‌گیری‌های فیلم‌شناسانِ ایرانی. خود در گفتگویی با سیامک پورزند دربارهٔ جشنواره‌های فیلم آورده: «نمی‌خواهم خودم را اندازهٔ شعور منتقد خارجی کنم.»
گاهی هم، اغلب آنجا که فرصتی ازش دریغ شده، خشم گرفته و جایزه‌ای را نگرفته یا پس‌داده است – از جمله در جریانِ مشکلاتِ نمایشِ فیلمِ مسافران، که یگانه جایزه‌اش از جشنوارهٔ فیلمِ فجرِ ۱۳۷۰ را به معاونتِ امورِ سینماییِ وزارتِ فرهنگ و ارشادِ اسلامی پس‌فرستاد.
در نامه‌ای به سالِ ۱۳۸۸ بیضایی اعلام کرد که یادگارها و جوایزش را به موزهٔ سینمای ایران می‌سپارد.

. . . هیچ جایزه‌ای ساخته‌ای را بهتر یا بدتر از آن که هست نمی‌کند، و به وام از بیهقی است که می‌گویم جایزه‌ها به اثر بزرگ شوند، نه اثر به جایزه‌ها. . . .

بیضایی، زمستانِ ۱۳۹۵

## غیر از فستیوال‌های سینمایی
در سینما کریستال خیابان لاله‌زار برای خوانندگان امید ایران و اهل سینما، "کانون فیلم" برگزار می‌کردیم که در ایران سابقه نداشت. به این ترتیب که فیلمی را نشان می‌دادیم و سپس یک پرسش‌نامه پخش می‌کردیم که تماشاگران و اعضای کانون، نیم‌ساعت فرصت داشتند تا آن را پر کرده و تحویل دهند. . . . یکی از این افراد در بین اوراقی که من گرفتم از ۱۰۰ امتیاز هر ۱۰۰ را گرفت. نام او را در مجله معرفی کردیم تا برای دریافت جایزه مراجعه کند. او پسر ۱۷ساله‌ای به نام بهرام بیضایی بود.

هژیر داریوش
1. جایزهٔ کانونِ فیلم (دههٔ ۱۳۳۰)
2. دیپلمِ افتخارِ دفترِ بین‌المللیِ کتاب برای نسلِ جوان برای حقیقت و مرد دانا (۱۹۷۴ میلادی)
3. مدرکِ افتخاری برای ارتباطِ فرهنگی با دانشجویان از دانشگاهِ تهران
4. جایزهٔ فیلمِ برگزیدهٔ انجمنِ منتقدانِ مجلّهٔ فیلم برای باشو، غریبه‌ی کوچک (اواخرِ سالِ ۱۳۶۷. مادرِ بیضایی در غیابِ خودش جایزه را گرفت.)[۶]
5. دیپلمِ افتخارِ انجمنِ منتقدانِ فیلمِ بلژیک برای باشو، غریبه‌ی کوچک، ۱۹۹۲ میلادی
6. فیلمِ برگزیدهٔ منتقدان و نویسندگانِ سینمایی از سالِ ۱۳۷۱ (۱۳۷۲)
7. صدهزار تومان از جهانبخش نورایی برای فیلمِ مسافران، در مراسمِ اهدای جایزه به فیلم‌های برگزیدهٔ منتقدان و نویسندگانِ سینمایی (۱۳۷۲)
8. جایزهٔ ادبیِ گردون برای نمایشنامهٔ پرده‌خانه (۲۹ اردیبهشتِ ۱۳۷۳)[۷]
9. تندیسِ خانهٔ سینما («به پاس دمیدن فرهنگ و هنر اسلامی و ایرانی در کالبد سینمای ایران»،[۸] به خاطرِ فیلم‌نامهٔ روز واقعه)
10. تقدیرنامهٔ کانونِ کارگردانانِ خانهٔ سینما (۱۳۸۰)
11. جشنِ انجمنِ منتقدان و نویسندگانِ تئاترِ ایران (۱۳۸۲)
12. جایزهٔ بهترین نمایشِ سالِ ۱۳۸۲، جشنِ انجمنِ منتقدان و نویسندگانِ تئاترِ ایران (۱۳۸۳)
13. یک جایزه برای بهترین پژوهشِ تئاتری از وزارتِ فرهنگ و ارشادِ اسلامی با مسئولیتِ محمّدرضا لاهوتی، که بیضایی به مراسمِ اهدایش نرفت.
14. تقدیر در دوّمین جشنِ انجمنِ منتقدان و نویسندگانِ خانهٔ سینما (۱۰ تیرِ ۱۳۸۷)[۹]
15. تقدیر در مراسمِ جایزهٔ روزی روزگاری (۱۳۸۷)[۱۰]
16. لوحِ تقدیرِ بنیادِ اکبر رادی (۱۳۸۸)[۱۱]
17. قلمِ یادمانِ فردوسی (۱۳۸۸)[۱۲]
18. تقدیرنامه (۱۳۹۰)
19. جایزهٔ مراسمِ انتخابِ آثارِ برترِ ادبیاتِ نمایشیِ ایران برای تاراج‌نامه (۱۳۹۰)
20. جایزهٔ یک عمر خدمت به فرهنگِ ایرانی از انجمنِ فارغ‌التّحصیلانِ ایرانیِ دانشگاهِ استنفورد
21. جایزهٔ بیتا (۲۰۱۱)
22. جایزهٔ میراثِ فرهنگ (۲۰۱۲)
23. جایزهٔ سینا (۲۰۱۳)[۱۳]
24. نشانِ ایسفا (انجمنِ فیلمِ کوتاهِ ایران، ۱۳۹۴)[۱۴]
25. دکتریِ افتخاریِ ادبیات (دانشگاهِ سنت اندروز، اسکاتلند؛ ۱۳۹۶)
26. تندیسِ آرشِ جشنوارهٔ تیرگان (۲۰۱۷)
27. نشانِ آکادمیِ حمید سمندریان (۱۳۹۶)
28. نشانِ عالیِ هنر برای صلح (۱۳۹۷)[۱۵]
29. مدالیومِ خانهٔ تئاتر (۱۳۹۸)
30. جایزهٔ جلال ستّاری (۱۳۹۸)
31. تقدیرنامهٔ کمیسیونِ ملّیِ یونسکو در ایران (۱۳۹۸)[۱۶]
32. تقدیر در مراسمِ چلّهٔ عشق برای فیلم‌نامهٔ روز واقعه (۱۳۹۸)
33. لوحِ تقدیرِ مراسمِ انتخابِ آثارِ برترِ ادبیاتِ نمایشیِ ایران (۱۴۰۲)

## نامزدی‌ها و بردهای جشنواره‌های فیلم
| جشنواره                                      | سال         | فیلم                                                        | جایزه                                                       | نتیجه    |
| -------------------------------------------- | ----------- | ----------------------------------------------------------- | ----------------------------------------------------------- | -------- |
| فستیوالِ بین‌المللیِ فیلمهای کودکان و نوجوانان  | ۱۳۵۱        | سفر                                                         | جایزهٔ مخصوصِ مجسّمهٔ طلائی                                     | برنده    |
| جشنوارهٔ جهانیِ فیلمِ تهران                     | ۱۳۵۱        | رگبار                                                       | جایزهٔ ویژهٔ هیئتِ داوران                                      | برنده    |
| جشنوارهٔ بین‌المللیِ فیلمِ شیکاگو                | ۱۳۵۱        | سفر                                                         | بهترین فیلمِ کوتاه                                           | برنده    |
| جشنوارهٔ بین‌المللیِ فیلمِ شیکاگو                | ۱۳۵۱        | رگبار                                                       | بهترین فیلم                                                 | نامزدشده |
| جشنوارهٔ بین‌المللیِ فیلمِ مسکو                  | ۱۹۷۳ میلادی | رگبار                                                       | جایزهٔ ویژهٔ هیئتِ داوران                                      | برنده    |
| جشنوارهٔ بین‌المللیِ فیلمِ مسکو                  | ۱۹۷۳ میلادی | سفر                                                         | بهترین فیلمِ کوتاه                                           | برنده    |
| جشنوارهٔ سینماییِ سپاس                         | ۱۳۵۲        | رگبار                                                       | بهترین فیلم‌نامه                                             | برنده    |
| جشنوارهٔ سینماییِ سپاس                         | ۱۳۵۲        | رگبار                                                       | بهترین فیلم                                                 | برنده    |
| جشنوارهٔ بین‌المللیِ فیلمِ قاهره                 | ۱۳۵۴        | غریبه و مه                                                  | جایزهٔ ویژه                                                  | برنده    |
| جشنوارهٔ سه قارّه                              | ۱۹۷۹ میلادی | کلاغ                                                        | بالنِ طلایی                                                  | نامزدشده |
| جشنوارهٔ سه قارّه                              | ۱۹۷۹ میلادی | کلاغ                                                        | جایزهٔ ویژهٔ هیئتِ داوران                                      | برنده    |
| جشنوارهٔ سه قارّه                              | ۱۳۶۶        | شاید وقتی دیگر                                              | بالنِ طلایی                                                  | نامزدشده |
| جشنوارهٔ بین‌المللیِ فیلمِ وایادولید             | ۱۳۵۹        | چریکه‌ی تارا                                                 | بهترین فیلم                                                 | برنده    |
| جشنوارهٔ فیلم و هنرِ فرانسه                    | ۱۳۶۹        | باشو، غریبه‌ی کوچک                                           | جایزهٔ اوّل                                                   | برنده    |
| جشنوارهٔ بین‌المللیِ فیلمِ هنر و تجربهٔ اوبرویلیه | ۱۹۹۰ میلادی | باشو، غریبه‌ی کوچک                                           | بهترین فیلم                                                 | برنده    |
| جشنوارهٔ بین‌المللیِ فیلمِ آدانا                 | ۱۳۶۹        | باشو، غریبه‌ی کوچک                                           | جایزهٔ ویژهٔ هیئتِ داوران                                      | برنده    |
| جشنوارهٔ فیلمِ فجر                             | ۱۳۶۶        | شاید وقتی دیگر                                              | بهترین تدوین                                                | نامزدشده |
| جشنوارهٔ فیلمِ فجر                             | ۱۳۷۰        | مسافران                                                     | بهترین فیلم                                                 | نامزدشده |
| جشنوارهٔ فیلمِ فجر                             | ۱۳۷۰        | مسافران                                                     | بهترین کارگردانی                                            | نامزدشده |
| جشنوارهٔ فیلمِ فجر                             | ۱۳۷۰        | مسافران                                                     | بهترین تدوین                                                | نامزدشده |
| جشنوارهٔ فیلمِ فجر                             | ۱۳۷۰        | مسافران                                                     | جایزهٔ ویژهٔ هیئتِ داوران                                      | برنده    |
| جشنوارهٔ فیلمِ فجر                             | ۱۳۷۳        | روز واقعه                                                   | بهترین فیلم‌نامه                                             | نامزدشده |
| جشنوارهٔ فیلمِ فجر                             | ۱۳۷۹        | سگ‌کُشی                                                       | بهترین فیلم                                                 | نامزدشده |
| جشنوارهٔ فیلمِ فجر                             | ۱۳۷۹        | سگ‌کُشی                                                       | بهترین کارگردانی                                            | نامزدشده |
| جشنوارهٔ فیلمِ فجر                             | ۱۳۷۹        | سگ‌کُشی                                                       | بهترین فیلم‌نامه                                             | برنده    |
| جشنوارهٔ فیلمِ فجر                             | ۱۳۷۹        | سگ‌کُشی                                                       | بهترین فیلم از نگاهِ تماشاگران                               | برنده    |
| جشنوارهٔ فیلمِ فجر                             | ۱۳۸۷        | وقتی همه خوابیم                                             | بهترین فیلم                                                 | نامزدشده |
| جشنوارهٔ فیلمِ فجر                             | ۱۳۸۷        | وقتی همه خوابیم                                             | بهترین کارگردانی                                            | نامزدشده |
| جشنوارهٔ فیلمِ فجر                             | ۱۳۸۷        | وقتی همه خوابیم                                             | بهترین تدوین                                                | برنده    |
| جشنِ بزرگِ سینمای ایران                        | ۱۳۸۰        | سگ‌کُشی                                                       | بهترین فیلم                                                 | نامزدشده |
| جشنِ بزرگِ سینمای ایران                        | ۱۳۸۰        | سگ‌کُشی                                                       | فیلم برگزیدهٔ انجمنِ منتقدان و نویسندگانِ سینمای ایران         | نامزدشده |
| جشنِ بزرگِ سینمای ایران                        | ۱۳۸۰        | سگ‌کُشی                                                       | بهترین کارگردانی                                            | برنده    |
| جشنِ بزرگِ سینمای ایران                        | ۱۳۸۰        | سگ‌کُشی                                                       | بهترین فیلم‌نامه                                             | نامزدشده |
| جشنِ بزرگِ سینمای ایران                        | ۱۳۸۰        | سگ‌کُشی                                                       | بهترین تدوین                                                | نامزدشده |
| جشنِ دنیای تصویر                              | ۱۳۸۰        | مسافران                                                     | بهترین فیلمِ دههٔ ۱۳۷۰                                        | برنده    |
| جشنِ دنیای تصویر                              | ۱۳۸۶        | یک دهه فعالیت به عنوانِ هنرمندِ ماندگار در تاریخِ سینمای ایران | یک دهه فعالیت به عنوانِ هنرمندِ ماندگار در تاریخِ سینمای ایران | برنده    |
| جشنوارهٔ بین‌المللیِ فیلمِ استانبول              | ۲۰۰۴ میلادی | یک عمر دستاورد                                              | یک عمر دستاورد                                              | برنده    |
| جشنوارهٔ بین‌المللیِ فیلمِ شهر                   | ۱۳۸۷        | مجموعهٔ آثار                                                 | مجموعهٔ آثار                                                 | برنده    |
| جشنوارهٔ فیلمِ پروین اعتصامی                   | ۱۳۸۸        | باشو، غریبه‌ی کوچک                                           | تأثیرگذارترین فیلم دربارهٔ زن (رأی‌گیری)                      | برنده    |
| جشنِ منتقدانِ سینمایی                          | ۱۳۸۸        | وقتی همه خوابیم                                             | بهترین فیلم‌نامه                                             | نامزدشده |

### ارجاعات
1. ↑  آشوری، «پَرسه‌ها و پرسش‌ها»، ۳۷۴.
2. ↑  بیضائی، «نامه سرگشاده بهرام بیضایی»، ۱۲۸.
3. ↑  «اهدای جوایزو یادگارهای بهرام بیضایی به موزه سینما». روزنامه دنیای اقتصاد. ۱ شهریور ۱۳۸۸.
4. ↑  در پیامِ تبریکِ جایزهٔ اسکارِ بهترین فیلمِ خارجی‌زبانِ فروشنده (۱۳۹۴)، منتشرشده به تاریخِ ۱۳ اسفندِ ۱۳۹۵ با صدای بیضایی
5. ↑  اسنادی برای تاریخ سینمای ایران: گفتگو با هژیر داریوش. ص. ۸۶.
6. ↑  طالبی‌نژاد، «از شما چه پنهان»، ۹۸.
7. ↑  بیضایی و  −، «جایزه را به احترام همهٔ کسانی که عمر بر سر این کار گذاشتند، گرفتم»، ۳۲.
8. ↑  −، «تجلیل از بزرگان سینما»، ۱۶.
9. ↑  نادری، «منتقدان از هنرمندان و مدیران تقدیر کردند»، ۱۹.
10. ↑  «BBCPersian.com | فرهنگ و هنر | برندگان جایزه ادبی 'روزی روزگاری' اعلام شدند». www.bbc.com. دریافت‌شده در ۲۰۲۳-۱۱-۲۹.
11. ↑  https://khabaronline.ir/xdRx
12. ↑  −، «از اینجا و آنجا و . . .»، ۶۵۹.
13. ↑  شریفی، «بِیضائی، بهرام»، ۴۰۰.
14. ↑  −، «نشان «ایسفا»ی انجمن فیلم کوتاه برای بهرام بیضایی»، ۲۳.
15. ↑  −، «اعطای نشان عالی «هنر برای صلح» به استاد هوشنگ ابتهاج»، ۳.
16. ↑  http://www.bbc.com/persian/arts-49384352
17. ↑  «موضوعات جوایز در جشنواره بین‌المللی فیلم فجر ـ دوره ششم». سوره سینما. بایگانی‌شده از اصلی در ۶ مارس ۲۰۱۶. دریافت‌شده در ۳۱ مه ۲۰۱۹.
18. ↑  «جوایز اهدا شده در جشنواره بین‌المللی فیلم فجر ـ دوره دهم». سوره سینما. بایگانی‌شده از اصلی در ۲۴ سپتامبر ۲۰۱۵. دریافت‌شده در ۲۰۱۹-۰۵-۳۱.
19. ↑  «موضوعات جوایز در جشنواره بین‌المللی فیلم فجر ـ دوره سیزدهم». سوره سینما. بایگانی‌شده از اصلی در ۵ مارس ۲۰۱۶. دریافت‌شده در ۳۱ مه ۲۰۱۹.
20. ↑  «موضوعات جوایز در جشنواره بین‌المللی فیلم فجر ـ دوره نوزدهم». سوره سینما. بایگانی‌شده از اصلی در ۱۲ اوت ۲۰۱۸. دریافت‌شده در ۳۱ مه ۲۰۱۹.
21. ↑  «موضوعات جوایز در جشنواره بین‌المللی فیلم فجر ـ دوره بیست و هفتم». سوره سینما. بایگانی‌شده از اصلی در ۱۹ ژوئیه ۲۰۲۰. دریافت‌شده در ۳۱ مه ۲۰۱۹.
22. ↑  «موضوعات جوایز در جشنواره جشن خانه سینما ـ دوره پنجم». سوره سینما. بایگانی‌شده از اصلی در ۲۹ نوامبر ۲۰۱۸. دریافت‌شده در ۳۱ مه ۲۰۱۹.
23. ↑  «دهمین جشن دنیای تصویر برگزیدگانش را معرفی کرد بهرام بیضایی برای یک عمر فعالیت ماندگار تندیس "حافظ" گرفت». خبرگزاری ایسنا. ۲۲ تیر ۱۳۸۶.
24. ↑  mehrnews.com/xbGJB